# 弗雷澤斯蘭丁 (加利福尼亞州)
弗拉澤斯蘭丁（英語：Fraziers Landing）是位於美國加利福尼亞州科盧薩縣的一個非建制地區。該地的面積和人口皆未知。

## 地理
弗拉澤斯蘭丁的座標為39°00′18″N 121°49′09″W / 39.00500°N 121.81917°W，而該地的平均海拔高度為13米（即43英尺）。